# 瓦西里夫卡 (巴甫洛赫拉德區)
48°48′4″N 36°6′50″E / 48.80111°N 36.11389°E
瓦西里夫卡（烏克蘭語：Василівка）是位於烏克蘭中部的村莊，由第聶伯羅彼得羅夫斯克州裡巴甫洛赫拉德區的日爾伊夫卡市鎮負責管轄。該村距離新亞歷山德里夫卡4公里，海拔高度110米，2001年人口135。